# Bataille de Moclín
Reconquista
La bataille de Moclín, également connue sous le nom de désastre de Moclín, était une bataille livrée dans la municipalité granadienne de Moclín le 23 juin 1280. La bataille a opposé les troupes de l'émirat de Grenade, commandées par Mohammed II, le sultan de Grenade, contre ceux du Royaume de Castille et du Royaume de Léon qui étaient composés principalement de mercenaires et de membres de l'Ordre de Santiago, commandés par le grand maître contemporain de l'ordre Gonzalo Ruiz Girón et par Sanche, fils du roi Alphonse X de Castille.

## Contexte
Entre février et mars 1280, Alfonso X de Castille et son conseil ont convoqué une réunion dans la ville de Badajoz pour finaliser les préparatifs de la guerre contre Muhammad II et l'émirat de Grenade. La plupart des membres de la famille royale étaient présents à cette réunion, à l'exception de la reine, violante d'Aragon, qui s'était éloignée du roi. Alfonso X a ordonné que ses forces soient rassemblées dans la ville de Cordoue, d'où elles commenceraient leurs opérations dans la Vega de Granada. Alfonso a été frappé d'une maladie oculaire et n'a pas pu accompagner son armée dans la campagne et est plutôt resté dans la ville de Cordoue.

## Bataille
En juin 1280, Sanche, fils d'Alphonse X de Castille dirigea l'incursion dans la Vega de Granada accompagné, entre autres, de Gonzalo Ruiz Girón, Grand Maître de l'Ordre de Santiago. Sancho a ordonné à Gonzalo de poursuivre avec ses serviteurs, Gil Gómez de Villalobos, abbé de Valladolid et Fernán Enríquez et de protéger les troupes stockant des fournitures pour l'armée avec une force expéditionnaire pendant qu'il restait à Alcalá la Real et attendait des renforts. À leur retour de l'expédition susmentionnée, les forces castillanes et léoniennes ont été attaquées par les forces musulmanes sous le commandement de Muhammad II qui attendaient en embuscade autour de la ville de Moclín.
Feignant leur fuite, les troupes musulmanes stationnées à Moclín ont attiré les troupes castillanes et léoniennes à l'endroit où elles avaient tendu l'embuscade. Les troupes chrétiennes poursuivirent celles de Muhammad II qui procéda à la suppression de leurs moyens de retraite. Les forces musulmanes ont ensuite attaqué, battant les forces chrétiennes et faisant de lourdes pertes.
Le massacre, appelé le désastre de Moclín, a causé la mort de plus de 2 800 chevaliers et soldats castillans-léoniens et la mort de la plupart des chevaliers au service de l'Ordre de Santiago. Le grand maître de l'ordre, Gonzalo Ruiz Girón, a été mortellement blessé lors de l'action. Lorsque l'infant Sanche a appris la nouvelle de la catastrophe, il a ordonné que les troupes restantes sous son commandement tiennent leur position, ce qui a empêché une déroute générale et le massacre de toutes les troupes chrétiennes de la campagne.
Une fois que toutes les troupes chrétiennes se sont réorganisées après le désastre, Sanche est passé par Moclín et s'est rendu à Grenade pour couper la vallée en deux. Après une campagne d'agression dans toute cette région de Grenade, Sanche est retourné à Cordoue via Jaén. L'extrait en espagnol suivant de la chronique de Manuel González Jiménez révèle que le 7 août, la campagne était terminée et Sanche était revenu à Cordoue.

## Conséquences
Gonzalo Ruiz Girón, Grand Maître de l'Ordre de Santiago, est décédé des suites de ses blessures quelques jours après la catastrophe. Il a été enterré dans un sépulcre dans la ville d'Alcaudete.
Pour éviter l'extinction de l'Ordre de Santiago en raison de la mort de tant de ses chevaliers, Alfonso X de Castille a intégré les membres de l'Ordre de Santa María de España dans celui de Santiago et a nommé Pedro Núñez comme grand maître du nouveau commande. L'Ordre de Santa María de España, que le roi Alphonse X avait fondé lui-même, a cessé d'exister.